# Biterolf (Dichter)
Biterolf ist ein nur undeutlich bezeugter deutscher Dichter des 13. Jahrhunderts.
Rudolf von Ems erwähnt einen Biterolf in seinem 'Alexander' als Verfasser eines maere über Alexander den Großen und als Liederdichter.
Es ist unklar, ob der im Sängerkrieg auf der Wartburg als Spruchdichter eine Rolle spielende Biterolf mit ihm identisch ist.